# Miltonsburg
Miltonsburg – wieś w Stanach Zjednoczonych, w stanie Ohio, w hrabstwie Monroe.